# فيرفكس 4

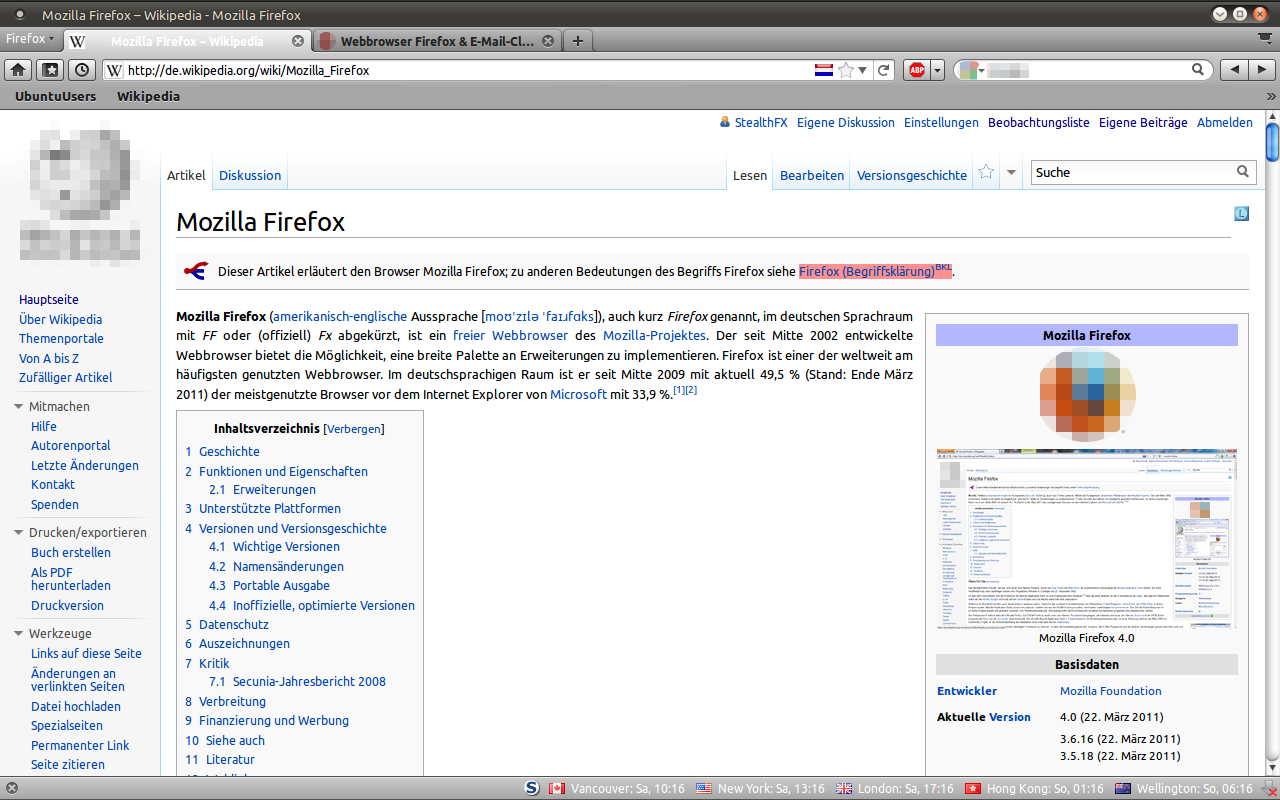
تخصيص فايرفوكس 4 على Ubuntu

موزيلا فايرفوكس 4 هو إصدار من متصفح الويب فايرفوكس، والذي تم إصداره في 22 مارس 2011. تم توفير الإصدار التجريبي الأول في 6 يوليو 2010 ؛ تم إصدارمرشح الإفراج 2عن (قاعدة للنسخة النهائية) في 18 مارس 2011. كان اسمه الرمزي توموكوماكي،  وكان آخر دورة إطلاق كبيرة لفايرفوكس. خطط فريق موزيلا لإصدارات أصغر وأسرع بعد موزعي المستعرضات الآخرين. تضمنت الأهداف الأساسية لهذا الإصدار تحسينات في الأداء ودعم المعايير وواجهة المستخدم.
كان هناك تحديث أمني واحد في أبريل 2011 (4.0.1) وأصبح الإصدار 4 من المتصفح قديمًا بإصدار فايرفوكس 5 في يونيو 2011.
كان هذا بمثابة انتقال لإعطاء وزن أقل بكثير لأرقام الإصدارات الرئيسية، مع استخدام 5 أرقام إصدارات رئيسية أخرى بحلول شهر ديسمبر من ذلك العام (5 و 6 و 7 و 8 و 9)، مقارنة بـ 4 في ما يقرب من عقد من تطوير فايرفوكس (1، 2، 3، 4).

## سمات
يتضمن موزيلا فايرفوكس 4 العديد من الميزات الجديدة منذ الإصدار 3.6.

### واجهة المستخدم
جلب فايرفوكس 4 واجهة مستخدم جديدة، بمظهر جديد مصمم لجعلها أسرع. تم توفير النماذج المبكرة للواجهة الجديدة على مايكروسوفت ويندوز،  ماك أو إس،  ولينكس  لأول مرة في يوليو 2009.

### محرك
يعتمد فايرفوكس 4 على محرك جيكو 2.0، الذي يضيف ويحسن دعم إتش تي إم إل 5 وأوراق الأنماط المتتالية وويب إن وويب جل . كما أنه يشتمل على محرك جافا سكريبت الجديد (سبايدر مونكي)  وواجهات برمجة تطبيقات إكسبيكوم أفضل.
سبايدر مونكي هو محرك جافا سكريبت جديد مصمم للعمل جنبًا إلى جنب مع محرك سبايدر مونكي المقدم مع فايرفوكس 3.5. إنه يحسن الأداء عن طريق ترجمة جافا سكريبت «غير قابلة للتتبع» إلى لغة الآلة لتنفيذ أسرع.

### أداء
شهد فايرفوكس 4 تغييرًا كبيرًا في الأداء مقارنة بالإصدارات السابقة 3.6 و 3.5. حقق المتصفح تقدمًا كبيرًا في اختبارات Sunspider جافا سكريبت بالإضافة إلى تحسينات في دعم إتش تي إم إل 5.

### خصوصية
يحتوي فايرفوكس 4 على دعم لرأس «عدم التعقب»، وهو معيار ناشئ لخصوصية الويب. يشير العنوان إلى طلب المستخدم إلى خدمة الويب بتعطيل أي خدمة تتبع لزائر الويب. في المستقبل، قد يصبح طلب الخصوصية هذا مطلبًا قانونيًا.

## تطوير
تم وضع علامة على الإنشاءات الليلية على أنها 4.0a1pre بين فبراير ويونيو 2008،  ولكن تمت إعادة تسميتها إلى 3.1a1pre بعد ذلك.

### حصة الاستخدام
في تاريخ الإطلاق الرسمي، كانت حصة الاستخدام لـ فايرفوكس4 1.95٪، والتي كانت أعلى بنسبة 0.34٪ من اليوم السابق وفقًا لموقع التحليلات StatCounter. على سبيل المقارنة، بلغت نسبة استخدام إنترنت إكسبلورر 9 في 22 مارس 0.87٪،  وتم إصداره في الأسبوع السابق، في 14 مارس. أحد العوامل المحتملة في نسبة الاستخدام الأعلى لمتصفح فايرفوكس 4 هو أن الأخير يدعم كلاً من ويندوز 2000 وويندوز إكس بي، وهما نظامان تشغيل لا يدعمهما إنترنت إكسبلورر 9.